# Пермское экономическое общество
Пермское экономическое общество — создано в Перми в 1894 году с целью изучения состояния в сельском хозяйстве, деятельность приостановлена по политическим мотивам в 1895 году решением губернатора.

## Открытие и цели общества
Идею создания экономического общества в Перми выдвинул краевед и историк Дмитрий Дмитриевич Смышляев. Он разработал проекта устава, утверждённого в ноябре 1882 года российским министром земледелия и государственных имуществ. Фактическое открытие общества состоялось в 1894 году по инициативе управляющего Пермской казённой палаты, статского советника Александра Евгеньевича Рейнбот.
Целями общества было исследование состояния сельского хозяйства и содействие усовершенствованию его в Пермской губернии (§ 1 Устава). Деятельность общества началась достаточно активно, был подготовлен первый том «Трудов» общества.

## Состав общества
Совет общества возглавил Александр Евгеньевич Рейнбот. В руководство вошли председатель губернской управы А. А. Попов, управляющий государственными имуществами Пермской губернии И. Я. Голынец, ректор духовной семинарии протоиерей К. М. Добронравов, окружной прокурор Н. А. Дедюлин, прокурор Пермского областного суда Н. А. Свдюлин и член губернской земской управы В. В. Ковалевский. Функции секретарей общества выполняли губернский статистик Е. И. Краснопёров и чиновник казенной палаты Иван Григорьевич Остроумов. Остроумов был активным членом Пермского научно промышленного музея (с 1899 года — хранитель музея), автор целого ряда статей краеведческого характера. Казначеем общества стал — купец А. П. Каменский.
Заместителем председателя был избран Всеволод Александрович Владимирский — губернский агроном, за револодионную деятельность высланный в 1888 году в Пермь «под особый надзор полиции». Ещё один член правления — присяжный поверенный Валентин Валентинович Грибель — также находился под наблюдением полиции «по обвинению в принадлежности к пермскому революционному кружку».
Таким образом в ПЭО собрались люди самых разных убеждений — от высокопоставленных чиновников до противников действующей власти.
Всего к началу 1895 года в ПЭО числилось 147 человек.

## Оценка положения крестьян
В докладе В. В. Грибеля «О задачах экономического общества» состояние крестьянского хозяйства губернии оценивалось как плачевное и главной задачей объявлялось расширение площади крестьянского землевладения.
Доклад был одобрен общим собранием общества и опубликован. По-другому к этому докладу отнеслись к нему официальные власти. Решением губернских властей доклад «Задачи Экономического общества» был спешно изъят из обращения, на первый том «Трудов» общества был наложен арест.
Губернатор П. Г. Погодин, сообщил о случившемся министру А. С. Ермолову: «…сведения о крестьянских наделах искусно подтасованы, а самые выводы тенденциозны и фальшивы». «На селение Пермской губернии… в общем зажиточно и обладает, а особенно бывшие помещичьи крестьяне, обширными наделами… корень недовольства надо искать не в недостаточности наделов, а в неумении крестьян вести сельское хозяйство, в отсутствии на местах руководителей в деле сельского хозяйства и отчасти в климатических условиях…»

## Закрытие общества
14 декабря 1894 года из министерства земледелия и государственных имуществ в адрес общества пришел указ, в котором Николай Второй объявлял о поддержке всех экономических обществ и обещал им свое покровительство. Указ был прочитан в тот же день на общем собрании был принят ответный адрес посланный министру Ермолову для поднесения царю.
В адресе высказывались в завуалированном виде политические предложения о необходимости введения конституционных основ в гражданскую жизнь Российской империи.
Адрес был возвращён на имя губернатора с разъяснениями, почему поднесение его царю невозможно. «Текст адреса, — указывает Ермолов, — представляется столь двусмысленным, что не может не подать повода к толкованию крайне нежелательному для самого ПЭО».
В мае 1895 года решением губернатора деятельности общества была приостановлена и никогда не возобновлялась.
Некоторые члены общества из числа   политических ссыльных (В.И. Фролов, В.П. Дениш, В.И. Маноцков, И.А. Неклепаев, А.С. Бородзич) были арестованы и высланы в Архангельскую и Вологодскую губернии под надзор полиции. 